# Papa Lino
Papa Lino (Volterra, 10 – Roma, 23 settembre 79 o 80) è stato il primo successore di Pietro e quindi il 2º vescovo di Roma e papa della Chiesa cattolica tra il 67 e il 79 o 80. È venerato come santo dalla Chiesa cattolica e dalle Chiese ortodosse. È stato il primo papa italiano ed europeo.

## Biografia
Sulla vita di papa Lino si hanno poche notizie certe. Il Liber pontificalis afferma che era originario della Tuscia e che era anche figlio di Ercolano.
L'erudito volterrano Raffaele Maffei, sulla base di uno scritto da lui letto, ma del quale non dà altro riferimento, identificò la città natale di Lino in Volterra: nel 1480, sul luogo in cui egli ritenne che sorgesse la casa paterna del pontefice, volle edificare una chiesa con annesso un monastero femminile.
Trasferitosi a Roma per ragioni di studio, si convertì presto al cristianesimo. Nell'Urbe conobbe anche Paolo di Tarso, che sembra accennasse a lui nella Seconda lettera a Timoteo: «Ti salutano Tubulo, Pudente, Lino, Claudia e tutti i fratelli».
A Roma avrebbe sostituito Pietro nei periodi della sua assenza dalla città, pur essendo il vescovo e predicatore ufficiale nella città di Besançon, in Gallia. Secondo altre fonti, tuttavia, il Lino vescovo di Besançon sarebbe stato un omonimo vissuto nel III secolo.
Sempre secondo il Liber Pontificalis, sembra che, "in conformità con quanto disposto da San Pietro", Lino abbia prescritto alle donne di entrare in chiesa con il capo coperto  e senza dubbio questa prescrizione è dovuta a chiari insegnamenti biblici come nella Prima lettera ai Corinzi. Tale pratica è ancora in auge in alcune confessioni cristiane. Lino introdusse nel canone della messa la parte detta Communicantes e aggiunse alla veste, come simbolo dell'autorità papale, il pallio, una striscia di lana bianca a croci nere, tuttora in uso.
Durante il suo pontificato, sotto il quale si successero cinque imperatori (Nerone, Servio Sulpicio Galba, Otone, Vitellio e Tito Flavio Vespasiano), Lino ebbe a che fare, contrastandola, con la scuola di Simon Mago, continuata dal discepolo Menandro, e con gli Ebioniti, giudeo-cristiani che praticavano l'osservanza della legge mosaica.

### Inquadramento storico

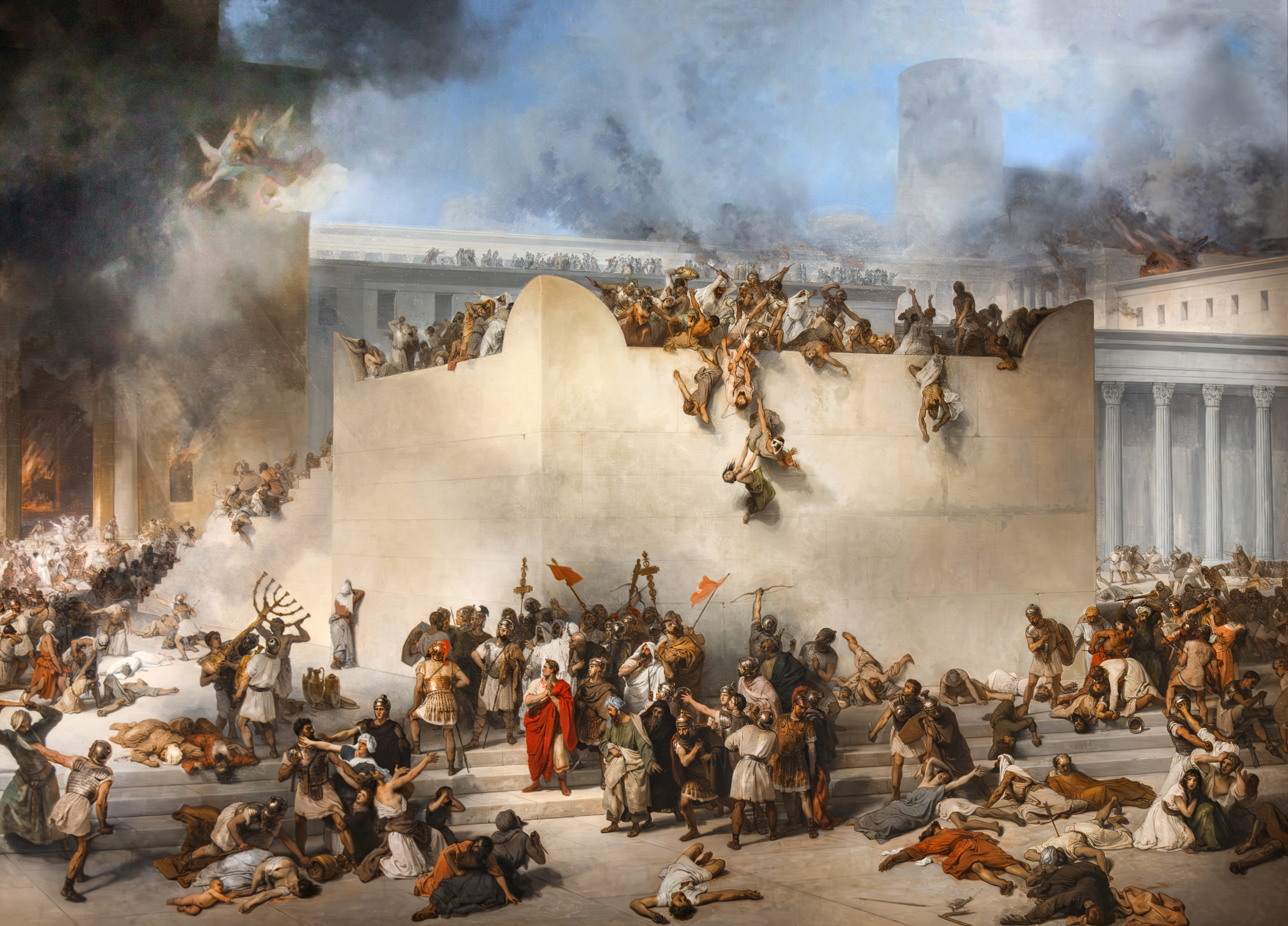
Francesco Hayez (1867), La distruzione del Tempio di Gerusalemme, Galleria internazionale d'arte moderna, Venezia

L'avvenimento più importante verificatosi durante il suo pontificato fu certamente la conclusione della guerra giudaica con la distruzione, da parte dei romani, della città e del Tempio di Gerusalemme, nel 70. Oltre che per la portata storica, l'avvenimento assunse una notevole rilevanza anche per altri aspetti di "politica cristiana". La distruzione di Gerusalemme era innanzi tutto la conferma della profezia di Gesù che aveva annunciato che del Tempio non sarebbe rimasta «pietra su pietra», ed era quindi anche un indizio della prossima fine del mondo e del conseguente avvento del Regno di Dio. In molti leggevano però nell'avvenimento anche la vendetta sugli Ebrei per la loro diretta responsabilità nella morte del Cristo (benché necessaria per la redenzione). Si andava cioè già affermando quella convinzione, sopravvissuta fino al Concilio Vaticano II, che considerava gli Ebrei rei di deicidio.

### Morte e sepoltura
Il Liber Pontificalis sostiene che Lino sarebbe stato martirizzato il 23 settembre del 76 o del 79 o 80, mediante decapitazione, per decreto del console Saturnino, ma il fatto sembra privo di fondamento, dal momento che in quel periodo non si ha notizia di persecuzioni contro i cristiani. Inoltre, Ireneo di Lione indicò come martire fra i primi vescovi romani solamente Telesforo.
Il Liber Pontificalis riferisce anche che Lino, dopo la sua morte, fu seppellito sul Colle Vaticano, accanto all'apostolo Pietro. Non si sa se l'autore avesse qualche prova decisiva a supporto di tale affermazione, però, come Pietro fu certamente sepolto ai piedi del Colle Vaticano, è lecito supporre che anche i primi vescovi della Chiesa romana siano stati inumati in quella zona. Secondo Torrigio, quando in San Pietro fu costruito l'attuale altare della confessione nel 1615, furono rinvenuti vari sarcofagi, tra i quali ve ne era uno con su scritta la parola Linus. La spiegazione data dal Severano di questa scoperta fu che, probabilmente, tali sarcofagi contenevano i resti dei primi vescovi di Roma e che quello con l'iscrizione era il luogo di sepoltura di papa Lino. L'ipotesi fu accettata, in seguito, da diversi autori, ma da un manoscritto del Torrigio si evince che sul sarcofago in questione c'erano altre lettere accanto alla parola Linus, così che il nome poteva essere un altro (come Aquilinus, Anullinus, ecc.).

## Il titolo "papa"

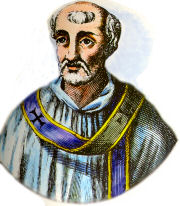
Papa Lino

Tutti gli antichi elenchi dei vescovi di Roma, che si sono conservati grazie a Ireneo di Lione, Giulio Africano, Ippolito di Roma, Eusebio di Cesarea ed il Catalogo Liberiano del 354, pongono il nome di Lino immediatamente dopo quello di Pietro. Questi elenchi furono redatti a posteriori basandosi su una lista dei vescovi romani che esisteva al tempo di papa Eleuterio (approssimativamente tra il 174 e il 189). Secondo Ireneo, papa Lino è il Lino menzionato da Paolo di Tarso nella sua già citata seconda lettera a Timoteo. Il brano di Ireneo (Adversus haereses, III, III 3) recita: 
Naturalmente, non si può sapere se questa identificazione del papa come il Lino menzionato nella lettera paolina risalga ad una fonte antica ed affidabile, o si sia originata più tardi grazie alla somiglianza del nome.
L'ufficio di Lino, secondo gli elenchi papali che ci sono pervenuti, durò circa dodici anni. Il Catalogo Liberiano afferma che durò, per l'esattezza, dodici anni, quattro mesi, e dodici giorni, ma le date fornite da questo catalogo, dal 56 al 67, non sono probabilmente corrette. Forse proprio tenendone conto gli scrittori del IV secolo sostenevano che Lino era stato a capo della comunità romana durante la vita dell'apostolo, ma si tratta di un'ipotesi senza alcun fondamento storico. In base ai calcoli di Ireneo sulla Chiesa romana nel II secolo, è fuori dubbio che Lino sia stato scelto come guida della comunità cristiana di Roma solo dopo la morte di Pietro. Per questa ragione il suo pontificato si fa iniziare nell'anno della morte degli apostoli Pietro e Paolo.

## Culto
I latini celebrano la sua memoria liturgica il 23 settembre. Le Chiese ortodosse, invece, lo ricordano il 4 novembre.
Dal Martirologio Romano: